# Шампање (Ду)
Шампање (фр. Champagney) насеље је и општина у источној Француској у региону Франш-Конте, у департману Ду која припада префектури Безансон.
По подацима из 2011. године у општини је живело 260 становника, а густина насељености је износила 86,38 становника/km². Општина се простире на површини од 3,01 km². Налази се на средњој надморској висини од 200 метара (максималној 301 m, а минималној 219 m).

## Демографија
| 1962. | 1968. | 1975. | 1982. | 1990. | 1999. | 2011. |
| ----- | ----- | ----- | ----- | ----- | ----- | ----- |
| 57    | 83    | 115   | 200   | 228   | 245   | 260   |

График промене броја становника у току последњих година